# Okręgowy Związek Piłki Nożnej w Suwałkach
Okręgowy Związek Piłki Nożnwej w Suwałkach – okręgowy związek sportowy, działający na terenie województwa suwalskiego, posiadający osobowość prawną, będący jedynym prawnym reprezentantem okręgowej piłki nożnej w województwie suwalskim. Został założony 30 lipca 1976 roku, rozwiązany de facto 27 maja 2000 roku, kiedy to powstał Podlaski Związek Piłki Nożnej.

## Rozgrywki OZPN Suwałki

### Rozgrywki ligowe
W ramach suwalskiego OZPN, rozgrywki ligowe toczyły się w sezonach 1976/77-1999/2000. Najwyższą klasą rozgrywkową była klasa A, niżej klasa B (od sezonu 1979/80 - klasa okręgowa i klasa A, w sezonach 1983/84 do 1989/90 - także klasa B). Do sezonu 1985/86, poza nielicznymi wyjątkami, zwycięzca suwalskiej klasy okręgowej grał ze zwycięzcą białostockiej klasy okręgowej baraż o awans do III ligi. W sezonach 1986/87 - 1988/89 OZPN Suwałki i OZPN Białystok prowadziły wspólną klasę okręgową, co dawało jej zwycięzcy bezpośredni awans do III ligi, natomiast w sezonie 1989/90 wspólna liga okręgowa obejmowała OZPN Suwałki, OZPN Białystok i OZPN Łomża. W sezonie 1990/91 ponownie utworzono oddzielną ligę okręgową dla OZPN Suwałki. Jej zwycięzca grał w barażu o awans do III ligi z drugim zespołem białostocko-łomżyńskiej ligi okręgowej. Gdy w sezonie 1996/97 powołano IV ligę międzyokręgową, zwycięzca ligi okręgowej OZPN Suwałki uzyskał bezpośredni awans do IV ligi.
Mistrzem Okręgu zostawał zdobywca 1. miejsca w suwalskiej lidze okręgowej z wyjątkiem sezonów 1986/87-1989/1990, kiedy to mistrzem  okręgu zostawał ten klub, który w klasie okręgowej zajął najwyższe miejsce ze wszystkich klubów z OZPN Suwałki.

## Struktura rozgrywek ligowych
| Sezony              | IV poziom ligowy                         | V poziom ligowy   | VI poziom ligowy  |
| ------------------- | ---------------------------------------- | ----------------- | ----------------- |
| 1976/1977           | klasa A                                  | klasa B           |                   |
| 1977/1978-1978/1979 | klasa A                                  | klasa B (2 grupy) |                   |
| 1979/1980-1982/1983 | Klasa okręgowa                           | klasa A           |                   |
| 1983/1984-1985/1986 | Klasa okręgowa                           | klasa A           | klasa B           |
| 1986/1987-1988/1989 | Klasa okręgowa (Białystok-Suwałki)       | klasa A           | klasa B (2 grupy) |
| 1989/1990           | Klasa okręgowa (Białystok-Łomża-Suwałki) | klasa A           | klasa B (2 grupy) |
| 1990/1991           | Klasa okręgowa                           | klasa A (2 grupy) |                   |
| 1991/1992-1995/1996 | Klasa okręgowa                           | klasa A           |                   |
| 1996/1997-1999/2000 |                                          | Klasa okręgowa    | klasa A           |

### Mistrzostwa okręgu
| Sezon     | Najwyższa liga (ilość dr.)                    | Ilość dr. w woj. | Ilość dr. w okr. | Mistrz woj.   | Mistrz okr.       | Wicemistrz okr.      | 3. miejsce w okr.     |
| --------- | --------------------------------------------- | ---------------- | ---------------- | ------------- | ----------------- | -------------------- | --------------------- |
| 1976/1977 | klasa A (10)                                  | 23               | 20               | Wigry Suwałki | Mamry Giżycko     | Jurand Bemowo Piskie | Czarni Olecko         |
| 1977/1978 | klasa A (12)                                  | 30               | 28               | Wigry Suwałki | Śniardwy Orzysz   | Mamry Giżycko        | Jurand Bemowo Piskie  |
| 1978/1979 | klasa A (12)                                  | 30               | 28               | Wigry Suwałki | Śniardwy Orzysz   | Jurand Bemowo Piskie | Wigry II Suwałki      |
| 1979/1980 | klasa okręgowa (12)                           | 27               | 24               | Wigry Suwałki | Wigry II Suwałki  | LKS Baranowo         | Mamry Giżycko         |
| 1980/1981 | klasa okręgowa (14)                           | ok. 26           | ok. 24           | Mazur Ełk     | Śniardwy Orzysz   | Mamry Giżycko        | LKS Mikołajki-Woźnice |
| 1981/1982 | klasa okręgowa (12)                           | ok. 25           | ok. 22           | Mazur Ełk     | Rominta Gołdap    | Mazur Pisz           | Mamry Giżycko         |
| 1982/1983 | klasa okręgowa (10)                           | 24               | 20               | Mazur Ełk     | Mamry Giżycko     | Nida Ruciane-Nida    | MKŻ Mikołajki         |
| 1983/1984 | klasa okręgowa (10)                           | ok. 28           | ok. 24           | Mazur Ełk     | Nida Ruciane-Nida | Rominta Gołdap       | Czarni Olecko         |
| 1984/1985 | klasa okręgowa (12)                           | 31               | 29               | Wigry Suwałki | Śniardwy Orzysz   | Mazur Pisz           | Nida Ruciane Nida     |
| 1985/1986 | klasa okręgowa (14)                           | 25               | 23               | Mazur Ełk     | Rominta Gołdap    | Śniardwy Orzysz      | Czarni Olecko         |
| 1986/1987 | klasa okręgowa (Białystok-Suwałki) (14)       | 34               | 32               | Wigry Suwałki | Śniardwy Orzysz   | Nida Ruciane-Nida    | Mazur Pisz            |
| 1987/1988 | klasa okręgowa (Białystok-Suwałki) (14)       | 35               | 33               | Wigry Suwałki | Mazur Ełk         | Mamry Giżycko        | Mazur Pisz            |
| 1988/1989 | klasa okręgowa (Białystok-Suwałki) (14)       | 35               | 33               | Mazur Ełk     | Rominta Gołdap    | Mamry Giżycko        | Mazur II Ełk          |
| 1989/1990 | klasa okręgowa (Białystok-Łomża-Suwałki) (16) | 31               | 29               | Wigry Suwałki | Sparta Augustów   | Jurand Bemowo Piskie | Czarni Olecko         |
| 1990/1991 | klasa okręgowa (14)                           | 28               | 26               | Wigry Suwałki | Mamry Giżycko     | Sparta Augustów      | Agro Lega Bystry      |
| 1991/1992 | klasa okręgowa (15)                           | 27               | 25               | Wigry Suwałki | Nida Ruciane-Nida | Mazur Ełk            | Agro Lega Bystry      |
| 1992/1993 | klasa okręgowa (14)                           | 28               | 27               | Wigry Suwałki | Mazur Ełk         | Nida Ruciane-Nida    | Rominta Gołdap        |
| 1993/1994 | klasa okręgowa (14)                           | 27               | 25               | Wigry Suwałki | Mazur Pisz        | Jurand Bemowo Piskie | Czarni Olecko         |
| 1994/1995 | klasa okręgowa (14)                           | 28               | 27               | Wigry Suwałki | Nida Ruciane-Nida | Sparta Augustów      | Mazur Pisz            |
| 1995/1996 | klasa okręgowa (14)                           | 29               | 28               | Wigry Suwałki | Mazur Ełk         | Nida Ruciane-Nida    | Agro Lega Bystry      |
| 1996/1997 | klasa okręgowa (14)                           | 30               | 25               | Wigry Suwałki | Sparta Augustów   | Rominta Gołdap       | Pomorzanka Sejny      |
| 1997/1998 | klasa okręgowa (14)                           | 28               | 24               | Wigry Suwałki | STP Suwałki       | Mazur Pisz           | Rominta Gołdap        |
| 1998/1999 | klasa okręgowa (14)                           | 27               | 24               | Wigry Suwałki | Mamry Giżycko     | Mazur Ełk            | Mazur Pisz            |
| 1999/2000 | klasa okręgowa (16)                           | 25               | 22               | Wigry Suwałki | Mazur Ełk         | Płomień Ełk          | Rominta Gołdap        |

### Puchar OZPN Suwałki
- 1977 – Śniardwy Orzysz
- 1978 - Wigry II Suwałki
- 1979 - Wigry Suwałki
- 1980 – Wigry Suwałki
- 1981 – Śniardwy Orzysz
- 1982 – Wigry Suwałki
- 1983 - Mazur Ełk
- 1984 – Mazur Ełk
- 1985 - Wigry Suwałki
- 1986 – Śniardwy Orzysz
- 1987 – Rominta Gołdap
- 1988 - Wigry Suwałki
- 1989 - Wigry Suwałki
- 1990 – Sparta Augustów
- 1991 - Wigry Suwałki
- 1992 - Wigry Suwałki
- 1993 - Wigry Suwałki
- 1994 - Mazur Ełk
- 1995 - Wigry Suwałki
- 1996 - Wigry Suwałki
- 1997 - Wigry Suwałki
- 1998 – Mazur Ełk
- 1999 - Wigry Suwałki
- 2000 – Wigry Suwałki

W tabeli poniżej zaprezentowano strukturę rozgrywek pucharu OZPN Białystok w wybranych sezonach (liczbę rund  oraz zespołów grających w każdej z rund). 
| Sezon   | Ir | IIr | IIIr | 1/4F | 1/2F | F | Razem |
| ------- | -- | --- | ---- | ---- | ---- | - | ----- |
| 1977/78 | 28 | 16  | -    | 8    | 4    | 2 | 30    |
| 1982/83 | 24 | 12  | 4    | -    | 4    | 2 | 24    |
| 1986/87 | 20 | 16  | -    | 8    | 4    | 2 | 26    |
| 1990/91 | 20 | 16  | -    | 8    | 4    | 2 | 26    |
| 1994/95 | 32 | 16  | -    | 8    | 4    | 2 | 32    |
| 1996/97 | 28 | 14  | 7    | -    | 4    | 2 | 28    |
| 1999/00 | 28 | 16  | -    | 8    | 4    | 2 | 30    |

Zdobywca pucharu OZPN Suwałki uzyskiwał awans w następnym sezonie do Pucharu Polski.

## Kluby
W rozgrywkach OZPN Suwałki brało udział 58 drużyn seniorów (w tym 7 zespołów rezerw). 59. drużyną są Wigry Suwałki, które przez wszystkie 24 sezony grały w lidze makroregionalnej.